# Naas
53°13′5″N 6°39′50″V / 53.21806°N 6.66389°V
Naas (Irsk: Nás na Ríogh) er en irsk by i County Kildare i provinsen Leinster, i den centrale del af Republikken Irland med en befolkning (inkl. opland) på 20.044 indb i 2006 (18.288 i 2002) 